# Circuit intégré 7433

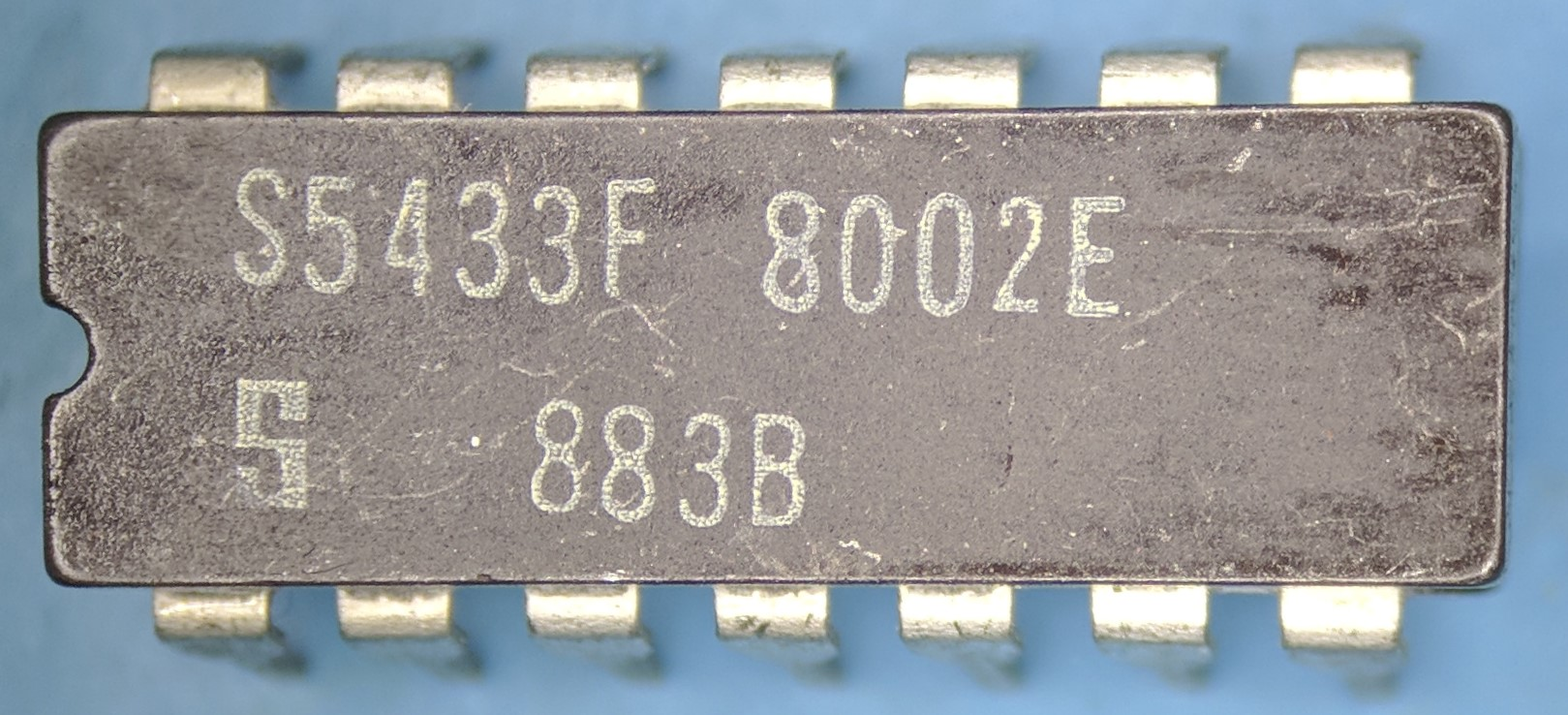
Circuit intégré 7433 (Signetics S5433F)

Die d'un 5433

Le circuit intégré 7433 fait partie de la série des circuits intégrés 7400 utilisant la technologie TTL.

Ce circuit est composé de quatre portes logiques indépendantes NON-OU possédant chacune une sortie à collecteur ouvert.

Chaque porte possède un buffer.